# Yingze
Yingze léase Ying-Tzé (en chino:迎泽区,pinyin:Yíngzé qū) es un distrito urbano bajo la administración directa de la ciudad-prefectura de Taiyuan. Se ubica en el corazón geográfico de la provincia de Shanxi, este de la República Popular China. Su área es de 117 km² y su población total para 2010 fue +500 mil habitantes.

## Administración
El distrito de Yingze se divide en 7 pueblos que se administran en 6 subdistritos y 1 poblado.